# Flupy z pizdy
Flupy z pizdy – wiersz poety Zbigniewa Sajnoga opublikowany w 1991 roku w czasopiśmie literackim „brulion”. Wiersz wywołał sprzeczne reakcje – z jednej strony falę krytyki i sprzeciw przeciwko wulgarności w poezji, a z drugiej strony podkreślano jego znaczenie i wpływ na twórców „brulionu”.

## Odbiór
Wiersz sprowokował kolejną falę krytyki skierowaną przeciwko „brulionowi” oraz gorące polemiki. Wyrażano zaniepokojenie, że taki może być element przyszłości polskiej poezji. Niektórzy recenzenci literaccy zarzucali autorowi, że tego typu poezja pośrednio decyduje o języku: „w ten sposób pod pretekstem walki z nijakością i obłudą roztacza się obszar zdziczenia” – pisał Tomasz Miłkowski. Maciej Krassowski nazwał atmosferę tego i podobnych wierszy bagienkiem, „w którym przegląda się dramatycznie poezja poszukując swojego adresata”.
Utwór nazwano skandalicznym i niegodnym literatury, natomiast jego tytuł i autor funkcjonowały jako metonimie złego smaku, grafomaństwa i wulgarności. Wydruk wiersza wykorzystywano ironicznie przeciwko redaktorowi czasopisma, Robertowi Tekielemu. M. Moryń oceniła wiersz jako przejaw poezji wulgarnej, której autor po latach jedynie tli się w pamięciach niektórych polonistów.
Z drugiej strony wiersz uzyskał także status kultowego, natomiast Jan Bińczycki i Krzysztof Gajda uznali go za legendarny. Andrzej Horubała opisując zjawisko „brulionu” napisał, że „dzięki prowokacjom nie tylko zwrócili na siebie uwagę (…), ale i po części zbudowali własną tożsamość” oraz „terapia szokowa, atakowanie czytelniczych przyzwyczajeń (…) budować miało nową podmiotowość człowieka”. Według krytyka literackiego Krzysztofa Vargi z całego, przełomowego numeru pisma, w którym został opublikowany wiersz, najlepiej zapamiętano właśnie ten utwór, a nie wiersze Świetlickiego i Podsiadły, co „zdominowało percepcję całego numeru”. Według innego członka grupy Totart, Pawła Konjo Konnaka, wiersz miał „swój niemały wkład w formułowaniu estetycznego oblicza tego zasłużonego, kontrkulturowego happeningu wydawniczego, którym na przełomie lat 80. i 90. był brulion”.
Był on również jedną z inspiracji dla Leszka Żulińskiego podczas tworzenia wiersza „Młodzi poeci” wydanego w tomiku „Chandra”:

Młodzi poeci nie przyznają się do patriotyzmu,
wolą jeść kał Indianina i konstatować flupy z pizdy
niż ocalać ludzi i narody;

W opracowaniach dotyczących przemian w polskiej mowie i literaturze w okresie transformacji systemowej Flupy z pizdy wymieniane są jako jeden z przykładów wulgaryzmów w mowie (wiersz uważany jest za przełomowy pod względem stosowania wulgaryzmów w poezji) oraz zaistnienia nurtów prowokacyjnych w literaturze.